# Dominicas parlament
Dominicas parlament er den lovgivende magt i Dominica. Det består af House of Assembly of Dominica og Dominicas præsident. Reglerne for parlamentet er fastsat i kapitel 3 i Dominicas forfatning.
The House of Assembly eller kort "the House" (Huset) består af:
- 21 repræsentanter som vælges ved parlamentsvalg i 21 enkeltmandsvalgkredse. Den kandidat som får flest stemmer i en valgkreds, bliver valgkredsen repræsentant i Huset
- 9 senatorer. Disse kan være udpegede af præsidenten, som skal udpege 5 senatorer efter råd fra premierministeren og 4 senatorer efter råd fra oppositionslederen i parlamentet. Alternativt kan repræsentanterne vælge de 9 senatorer. I parlamentet sammensat efter parlamentsvalget i 2022 er senatorerne udpegede.[2][3]
- Donimicas statsadvokat (Attorny General) er født medlem af Huset.
- Huset vælger en formand (Speaker) som kan, men ikke behøver at være medlem i forvejen. Hvis den valgte formand ikke var medlem af Huset i forvejen, indtræder vedkommende som nyt medlem.

Der er således enten 31 eller 32 medlemmer af House of Assembly.
Valgretsalderen ved parlamentsvalg er 18 år, og valgbarhedsalderen er 21 år. Valgperioden er maksimalt 5 år. Præsidenten, efter råd fra premierministeren, har til enhver tid ret til at opløse parlamentet og udskrive nyvalg.